# Représentations diplomatiques d'Antigua-et-Barbuda

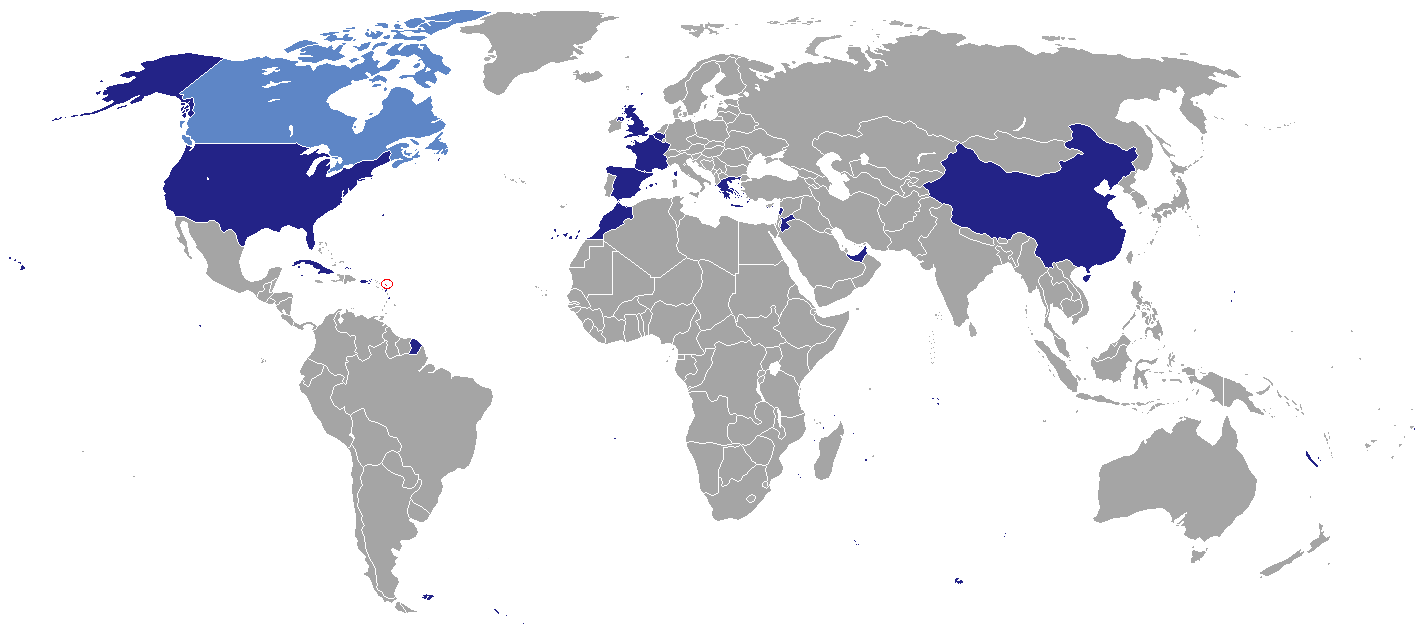
Localisation des représentations diplomatiques d'Antigua-et-Barbuda :
Antigua-et-Barbuda
Ambassade ou haut-commissariat
Consulat général

Ceci est une liste des représentations diplomatiques d'Antigua-et-Barbuda. Le réseau diplomatique d'Antigua-et-Barbuda ne s'étend à aucun pays voisin des Caraïbes. Le pays compte également des représentants du tourisme et un consulat honoraire dans d'autres pays (non répertoriés ci-dessous).

## Afrique
- Maroc
  - Rabat (ambassade)

## Amérique
- Canada
  - Toronto (consulat général)
- Cuba
  - La Havane (ambassade)
- États-Unis
  - Washington (ambassade)
  - Miami (consulat général)
  - New York (consulat général)

## Asie
- Chine
  - Pékin (ambassade)
- Émirats arabes unis
  - Abou Dabi (ambassade)
- Jordanie
  - Amman (ambassade)
- Liban
  - Beyrouth (ambassade)

## Europe
- Belgique
  - Bruxelles (ambassade)
- Espagne
  - Madrid (ambassade)
- France
  - Paris (ambassade)
- Grèce
  - Athènes (ambassade)
- Royaume-Uni
  - Londres (haut commissariat)

## Organisations internationales
- ONU
  - Genève (mission permanente)
  - New York (mission permanente)
- Organisation des États américains
  - Washington (mission permanente)

## Galerie

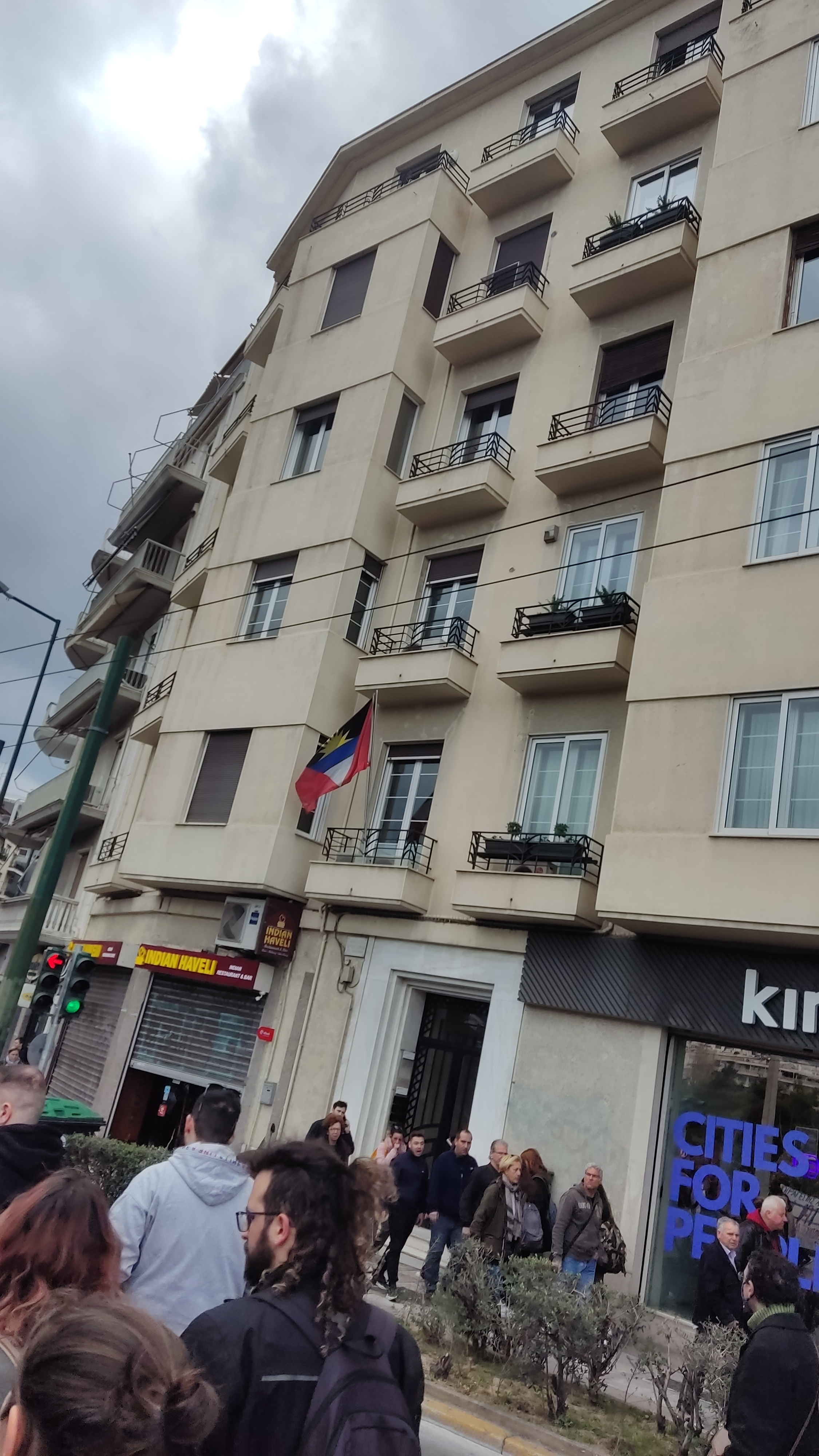
Ambassade à Athènes
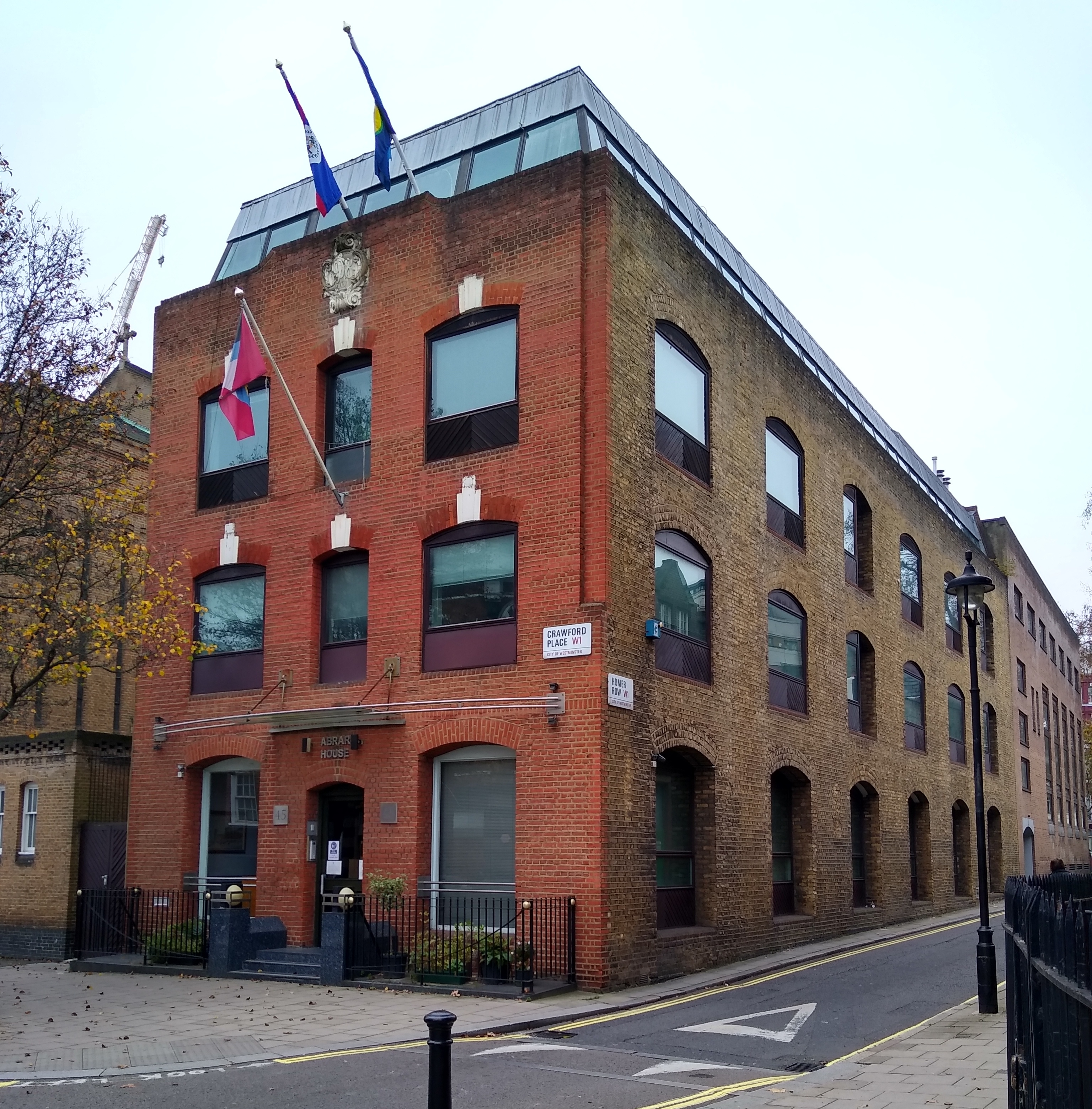
Haut-commissariat d'Antigua-et-Barbuda à Londres
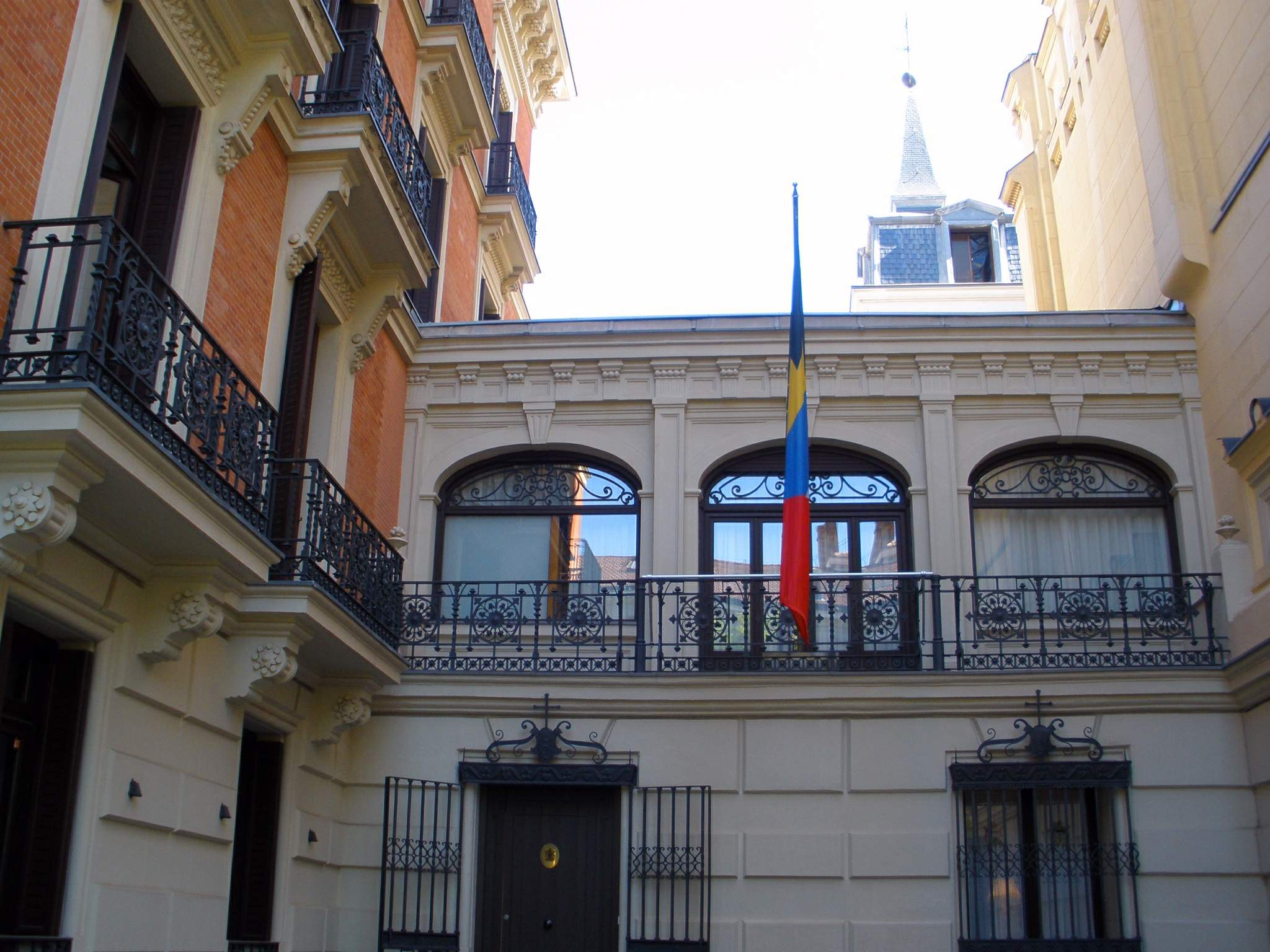
Ambassade à Madrid
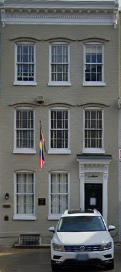
Ambassade à Washington